# عبد الإله حفيظي
عبد الإله حفيظي (مواليد 30 يناير 1992) هو لاعب كرة قدم مغربي، يلعب في مركز الوسط الهجومي في المغرب التطواني والمنتخب المغربي سبق له أن لعب لفريق الاتحاد الرياضي البجعدي موسم 2009/2010 

## سيرته الرياضية
بدأ عبد الإله حفيظي مسيرته الكروية في صفوف ناديه الأم الاتحاد الرياضي البجعدي ، حيث لعب خلال موسم 2008–2009 ضمن قسم الهواة المغربي، مبرزًا إمكانيات فنية عالية رغم صغر سنه. هذا التألق جعله محط أنظار كشافة الأندية الكبرى. في سنة 2010، انتقل إلى مركز تكوين نادي الرجاء الرياضي، أحد أعرق أندية المغرب. بفضل موهبته الكبيرة، فرض حفيظي نفسه سريعًا في الفريق الأول، وشارك خلال موسم 2011–2012 في 8 مباريات سجل خلالها 3 أهداف، وكان أول ظهور له في البطولة الاحترافية أمام النادي المكناسي، لحساب الجولة السادسة.

في الموسم الموالي، 2012-2013، سيحظى حفيظي بدقائق أكثر وبثقة المدرب محمد فاخر الذي سيمنحه الرسمية في مجموعة من المقابلات الحاسمة كنصف نهاية كأس العرش أمام الوداد، التي انتصر فيها الرجاء ب 3-1 بهدف ثالث لحفيظي. في المباراة النهائية، سيحقق حفيظي أولى ألقابه مع الرجاء بعد الفوز على الجيش الملكي.

في دجنبر 2012، اختير حفيظي، من طرف جماهير الرجاء، كأفضل لاعب في الفريق في سنة 2012. و في 26 دجنبر 2012، تم اختياره من طرف رشيد الطاوسي في لائحة الأربعة وعشرين لاعبا الأولية للمنتخب المغربي المشارك في كأس إفريقيا 2013، و بسبب إصابة مهدي النملي، أشرك حفيظي في اللائحة النهائية. في 27 يناير 2013، خاض حفيظي أول مباراة دولية رفقة المنتخب المغربي أمام جنوب إفريقيا بملعب موزيس مابيدا، برسم آخر مباراة من الدور الأول للمسابقة، وسجل أولى أهدافه الدولية في المباراة التي انتهت بالتعادل 2-2.

## نادي الحزم
وقع مع نادي الحزم السعودي مطلع عام 2022.

## الإنجازات
الرجاء الرياضي (9 ألقاب)
- كأس العالم للأندية الوصيف : 2013
- البطولة الوطنية المغربية (2) : 2013، 2020
- كأس العرش (2) : 2012، 2017
- كأس شمال أفريقيا للأندية البطلة : 2015
- كأس الكونفيدرالية الأفريقية (2) : 2018، 2021
- كأس السوبر الأفريقي : 2019
- كأس العرب للأندية الأبطال : 2020[6]

 المغرب
- بطولة أمم أفريقيا للمحليين (2) : 2018، 2020

### إنجازات فردية
- أفضل لاعب شاب في الدوري المغربي : 2012
- أفضل لاعب في الدوري المغربي : 2019
- أفضل ممرر في الدوري المغربي : 2017
- هداف نادي الرجاء الرياضي (2) : 2015، 2016
- أفضل ممرر لنادي الرجاء الرياضي (4) : 2016، 2017، 2018، 2019

### رقم قياسي
- اللاعب المغربي الوحيد الذي سجل في جميع البطولات : (كأس العالم للأندية – البطولة الوطنية المغربية – كأس العرش – دوري أبطال أفريقيا – كأس الكونفيدرالية الأفريقية – كأس السوبر الأفريقي – كأس العرب للأندية – كأس أمم أفريقيا – بطولة أمم أفريقيا للمحليين – كأس العرب).[7][8]

## إحصائياته
|  | المواسم                           | النادي                  | عدد مرات الظهور | عدد الأهداف |
|  | --------------------------------- | ----------------------- | --------------- | ----------- |
|  | 2012-2013                         | نادي الرجاء الرياضي     | 13              | 5           |
|  | 2009/2010                         | الاتحاد الرياضي البجعدي | 16              | 5           |
|  | 2011-2012                         | نادي الرجاء الرياضي     | 15              | 6           |
|  | الدوري المغربي للمحترفين 2013-14  | نادي الرجاء الرياضي     | 21              | 2           |
|  | الدوري المغربي لكرة القدم 2015–16 | نادي الرجاء الرياضي     | 27              | 11          |

آخر تحديث 22 أبريل 2013

## وصلات خارجية
- عبد الإله الحافيظي على موقع الاتحاد الدولي (مؤرشف)  (الإنجليزية)
- عبد الإله الحافيظي على موقع قاعدة بيانات كرة القدم.إي يو (الإنجليزية)
- عبد الإله الحافيظي على موقع ناشيونال فوتبول تيمز (الإنجليزية)
- عبد الإله الحافيظي على موقع Soccerway.com (الإنجليزية)
- عبد الإله الحافيظي على موقع عالم كرة القدم.نت (الإنجليزية)
- جذاذة تعريفية لعبد الإله حفيظي من موقع footballdatabase.eu
- جذاذة تعريفية لعبد الإله حفيظي من موقع نادي الرجاء الرياضي